# Dennis Bekkers
Dennis Bekkers (Den Bosch, 29 de noviembre de 1980) es un deportista neerlandés que compitió en taekwondo. Ganó dos medallas de bronce en el Campeonato Mundial de Taekwondo, en los años 2005 y 2007, y cinco medallas en el Campeonato Europeo de Taekwondo entre los años 2002 y 2010.

## Palmarés internacional
| Campeonato Mundial | Campeonato Mundial      | Campeonato Mundial | Campeonato Mundial |
| Año                | Lugar                   | Medalla            | Categoría          |
| ------------------ | ----------------------- | ------------------ | ------------------ |
| 2005               | Madrid (España)         | Medalla de bronce  | –67 kg             |
| 2007               | Pekín (China)           | Medalla de bronce  | –67 kg             |
| Campeonato Europeo |                         |                    |                    |
| Año                | Lugar                   | Medalla            | Categoría          |
| 2002               | Samsun (Turquía)        | Medalla de bronce  | –67 kg             |
| 2005               | Riga (Letonia)          | Medalla de plata   | –67 kg             |
| 2006               | Bonn (Alemania)         | Medalla de oro     | –67 kg             |
| 2008               | Roma (Italia)           | Medalla de bronce  | –67 kg             |
| 2010               | San Petersburgo (Rusia) | Medalla de bronce  | –68 kg             |